# Ummo

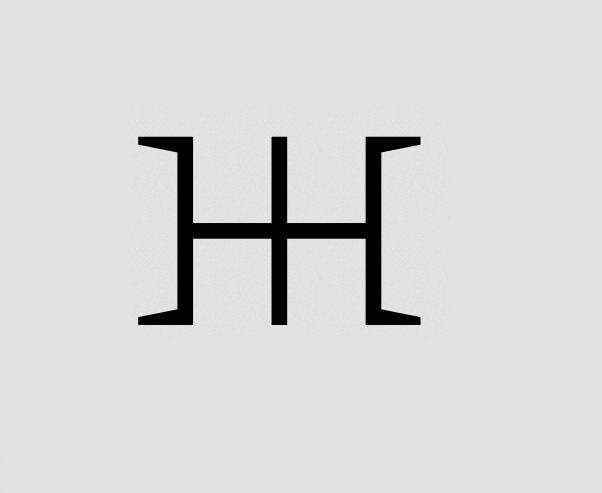
Símbolo asociado a Ummo.

Ummo es el nombre de un exoplaneta ficticio habitado por una civilización tecnológicamente avanzada, denominados ummitas, que supuestamente contactaron mediante el envío de cartas, fotografías, llamadas telefónicas o avistamientos a grupos de personas creyentes en el fenómeno ovni. El "caso Ummo" es la denominación en la que se engloba todo lo relacionado con ese falso contacto extraterrestre.
Considerado uno de los casos más importantes y emblemáticos vinculados a la ufología en España fue un fenómeno de gran popularidad en las décadas de 1960, 1970 y 1980 tanto entre el público como en la prensa y la televisión de la época. Además tuvo ramificaciones en países de América Latina o en Francia. 
A mediados de los años 1990 José Luis Jordán Peña, ingeniero técnico especializado en parapsicología, confesó ser el creador e instigador de este fraude. A pesar de sus declaraciones Ummo y el "caso Ummo" ha generado una amplia bibliografía, congresos, documentales y periódicamente figura en programas divulgativos o de misterio como Espacio en blanco o Milenio 3. En 2022 se acreditó que, pese a las evidencias en contra, persisten creyentes en el fenómeno (como José Luis Jordán Moreno, hijo de su creador) y grupos, como Ummo sciences o Hijas de Ummo, que lo consideran hechos verídicos.

## El «Caso Ummo»

### Origen
Según el historiador Mike Dash el "caso Ummo" comenzó el 6 de febrero de 1966, en Madrid. El semanario El Caso publicó al día siguiente que periodistas y curiosos se acercaron al barrio de Aluche de Madrid con motivo del supuesto aterrizaje de un objeto volante no identificado. Dicho avistamiento, posteriormente, se comprobó que había sido presenciado por dos personas. En la publicación también se informó que ni el observatorio de Madrid ni la torre de control del aeropuerto de Madrid-Barajas habían registrado ningún objeto volante sin identificar ese día y a esa hora.

"Los testigos, sin duda quemados por tantas y tantas historias como se han dicho acerca de los platillos volantes, no han querido afirmar que se trate de uno de estos artefactos. Pero afirman rotundamente y coinciden en decir que no era ni un avión ni un helicóptero. Por nuestra parte ni afirmamos ni negamos este relato que, una vez más, puede llevar a los campos de las historias de la ciencia-ficción. El hecho concreto e innegable es que hay dos testigos y una porción de terreno chamuscado que hablan de la aparición de un extraño objeto volador ayer domingo en Madrid”.
Diario El Caso (7 de febrero de 1966) 

Los integrantes de la Sociedad de Amigos del Espacio, entidad fundada años antes por Fernando Sesma, acogieron la noticia sin sorpresa ya que, desde hacía tiempo, celebraban semanalmente unas charlas sobre objetos volantes no identificados y vida alienígena: las tertulias ufológicas La Ballena Alegre en el Café Lion, próximo a la Plaza de Cibeles, cuyo lema era “Creérselo todo hasta que no se demuestre lo contrario”. Uno de sus participantes, el ingeniero José Luis Jordán Peña asiduo colaborador en revistas y programas de televisión de la época, fue el creador de Ummo cuando posteriormente, a mediados de los años 1990, reveló públicamente su naturaleza ficticia indicando que, además, había contado con el apoyo de otras personas.

"Fue presionado para que dijera quién estaba detrás de Ummo y yo tengo pruebas que lo demuestran"
José Luis Jordán Moreno (El periódico de España, 15-10-2022) 

A dicha tertulia habían empezado a llegar cartas mecanografiadas, personalizadas y de distribución limitada ya que, en ocasiones iban remitidas a una única persona, firmadas por seres extraterrestres procedentes de un planeta al que llamaban UMMO. En dichas comunicaciones los ummitas revelaban sus conocimientos científicos, les hablaban a los tertulianos de su planeta, afirmaban que algunos de ellos vivían en la Tierra infiltrados juntos a los humanos y que una nave ummita sería visible unos meses más tarde en San José de Valderas (Madrid).

El mito ufológico permite desviar la atención sobre otras cosas más importantes como la represión del régimen o los casos de corrupción de la cúpula franquista. El caso más representativo fue UMMO. Sus orígenes están en la tertulia La ballena alegre del Café Lion de Madrid, donde empiezan a llegar las cartas de supuestos extraterrestres".
Eduardo Bravo (RTVE Play, 14-10-2021) 

Dicho avistamiento fue notificado por dos testigos, entonces anónimos, que contactaron con el periodista del diario Informaciones Antonio San Antonio para proporcionarle unas fotografías depositándolas en una tienda de Carabanchel y que, según ellos, acreditaban la veracidad del suceso acaecido el 1 de julio de 1967. En las imágenes se puede percibir, sobre los castillos de la localidad, una nave circular que mostraba en su panza el mismo signo con el que los ummitas firmaban sus comunicaciones. Si bien algunos ufólogos, como el militar y científico Óscar Rey Brea, pusieron en duda su veracidad debido a la manipulación de los negativos o la ausencia de correlatividad, la mayoría de expertos las dieron por buenas a lo que contribuyó la popularidad que la noticia alcanzó en la prensa.

"Con un poco de suerte, confío dentro de poco entablar contacto personal con seres de Ummo, planeta que gravita en torno a la estrella Iumma, situada a 14,6 años-luz de la Tierra, codificada por nosotros como la estrella Wolf 424".
Fernando Jiménez del Oso (revista Garbo, 1979) 

Tampoco se tomó en consideración el hecho de que las comunicaciones ummitas no contenían datos científicos relevantes sino informaciones que en ocasiones ya se habían publicado en revistas científicas extranjeras difíciles de conseguir en la España de la dictadura de Franco. Según las cartas recibidas, estos seres afirmaban venir del planeta UMMO, un planeta en órbita alrededor de la estrella enana roja Wolf 424 (situada en la constelación Virgo) y se autodenominaban OEMII (hombres de Ummo) en su propia lengua. Ellos mismos aclaraban en sus cartas los equivalentes fonéticos en su idioma de cuanta palabra les parecía necesario. Así, relataban en sus informes cómo habían llegado a la Tierra un 28 de marzo de 1950 aterrizando muy cerca de La Javie en los Bajos Alpes franceses. Allí contactaron con los primeros humanos, disfrazados para que no los reconociesen, y comenzaron a investigar el planeta: costumbres, cultura, lenguaje, etc.

"Mi padre eligió a un grupo de personas cultas que estaban abiertas a entender o creer en la vida extraterrestre. Cuando escribió las cartas, de 1966 hasta por lo menos 2006, no quiso que se explotaran comercialmente".
José Luis Jordán Moreno (El periódico de España, 15-10-2022) 

### Desarrollo 1970-1980
Desde la segunda mitad de los años 1960, diferentes personas a través del mundo empezarían a recibir nuevas cartas en las que los ummitas contaban diferentes aspectos científicos de su planeta, su tecnología y su sociedad. Algunos ejemplos de los muchos documentos existentes a lo largo del tiempo son:
- Sobre su planeta

"Procedemos de un astro solidificado cuyas características geológicas externas difieren un tanto de las de TIERRA. El fonema tópico con que designamos a nuestro "OYAA", puede transcribirse con la ortografía en idioma castellano: UMMO.
Su morfología puede asimilarse a un elipsoide de revolución cuyos radios son:
Máximo R = 7251,608×103 m. Mínimo r = 7016,091 × 103 m.
La masa global es: M(ummo) = 9,36 × 1024 kg.
Inclinación respecto a la normal al plano de la eclíptica: 18° 39' 56,3" (sufre una variación periódica de 19'8 segundos sexagesimales de arco).
Aceleración de la gravedad: g = 11,9 m/s2.
Rotación sobre su eje: 30,92 h (nosotros medimos en UIW. 30,92 h = 600 UIW) (equivale a 1 XII.)".

- Sobre sus naves espaciales:

"El perfil de nuestra UEWA no necesita adoptar las formas que en la tecnología aeronáutica terrestre muestran un elevado coeficiente balístico (formas ojivales etc.) cuya esbeltez es necesaria para alcanzar grandes velocidades en el seno de un fluido viscoso. Ello es debido a que nuestra técnica de desplazamiento es radicalmente distinta a los embrionarios métodos usuales en el Planeta Tierra. El Desplazamiento en su trayectoria más amplia se verifica en un marco tridimensional distinto al que nos es familiar en el WAAM (COSMOS). Nuestra base propulsora, además de diferir de las conocidas por ustedes goza de una capacidad energética superior a las previstas en sus futuros programas espaciales".

- Sobre su mensaje:

"Hasta el presente, los contados casos en que sus hermanos de la Tierra llegaron a publicar algunos fragmentos de nuestros informes, el eco ha sido escaso y por tanto no peligroso para nosotros. No hay razón, para pensar que los enviados a usted van a constituir excepción si cumple el espíritu más que la letra de nuestros ruegos. Pero si pese a todo usted se decidiese a publicarlos algún día y observase una reacción de excesiva curiosidad le ruego compense con su actitud de aparente escepticismo o incredulidad aquella postura. Ya que jamás hemos pedido nada por brindarles estos informes, confiamos en su honorabilidad y en sus valores morales".

- Sobre el origen de las especies:

"Les hemos indicado a ustedes que un factor denominado por nosotros BAAYIODUU (en realidad una cadena de átomos de Kriptón) presenta una doble misión: almacena desde la generación del WAAM (cosmos) en el seno de los seres vivos una información codificada de todos los posibles seres orgánicos integrados en él, y capta información en el medio ecológico circundante: compara tal información con la citada anteriormente, y en su caso, podrá provocar una nueva mutación que dará lugar a un ser vivo nuevo (que ya estaba diseñado en el código precedente)".

- Sobre Dios:

"WOA (Dios) existe: (con el significado que atribuyen ustedes al verbo existir). La esencia de WOA no sufre evolución alguna. Es esta misma esencia la que comprende la posibilidad de la idea dimensión, más esta dimensionalidad no puede afectar a su ser como un atributo íntimo pues la dimensionalidad lleva aparejada la mutabilidad y WOA no podría imponerse a sí mismo cambios, y por lo tanto limitaciones. Más las ideas de WOA han de poseer realidad, ha de ser generada siempre que no sea incompatible con la íntima esencia de WOA. ¿Cuántas realidades existen? La respuesta es sencilla: tantas como ideas no incompatibles coexisten en la mente de WOA."

El asunto Ummo también tuvo cierta repercusión en Francia donde destacaría la opinión escéptica de Dominique Caudron. Curiosamente mucha de la avanzadísima tecnología descrita por ellos, en especial la 'oawooleaidaa' o cambio de coordenadas dimensionales (los "ibozoo uu" o ejes dimensionales), aparece palabra por palabra (aunque con otro nombre) en las obras de J. J. Benítez de la saga Caballo de Troya: en este último caso se emplea para viajar a través del tiempo. De acuerdo con Jacques Vallée los documentos de Ummo plantean similitudes con el mundo ficticio creado por Borges en el cuento «Tlön, Uqbar, Orbis Tertius».

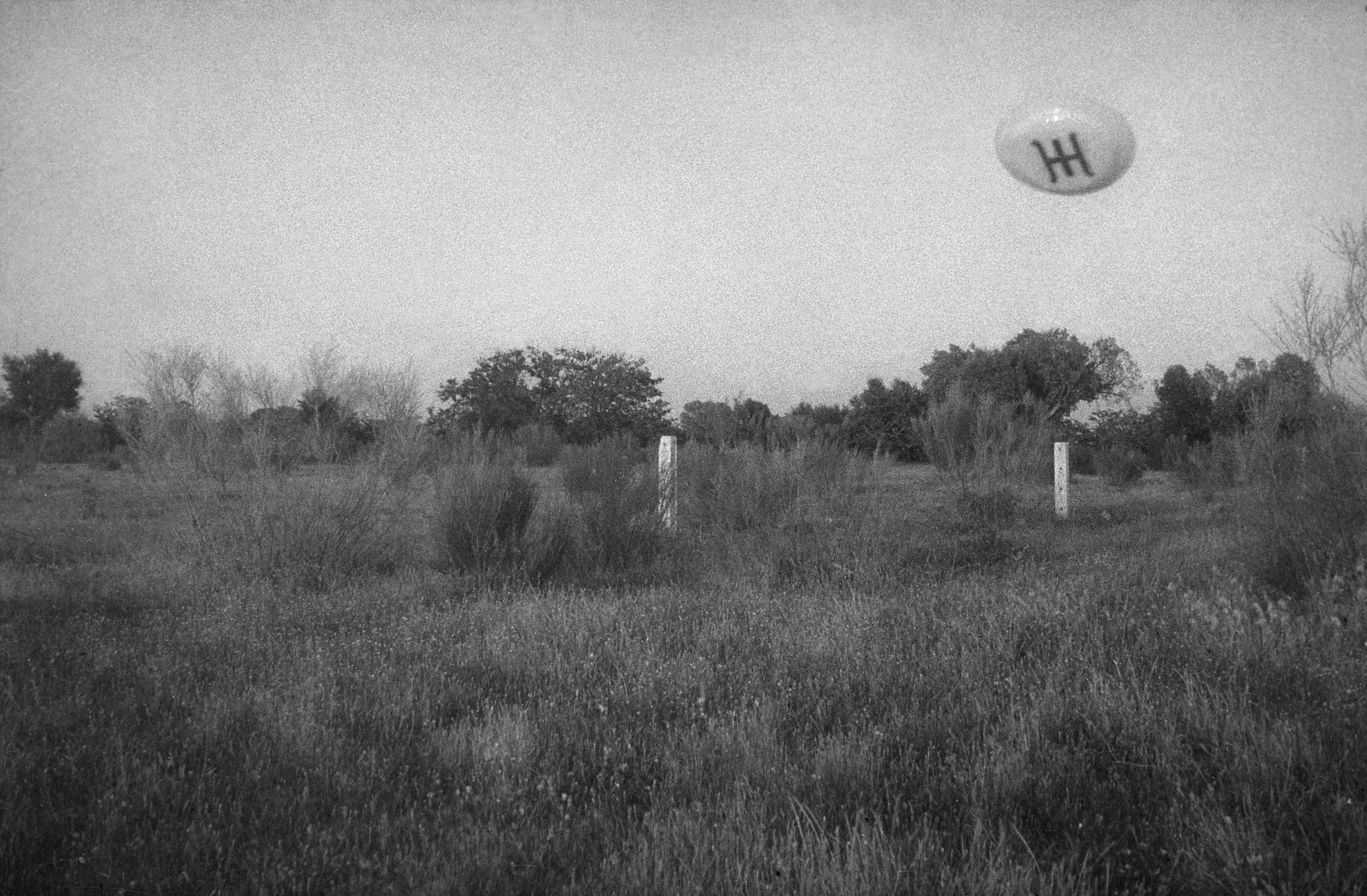
Última de las cinco fotografías realizadas el 1 de junio de 1967 en San José de Valderas, en Madrid (España)

Durante los años 60 en España se reportaron algunos avistamientos de ovnis en las localidades de Cubellas (Barcelona) y Cunit (Tarragona) donde se habrían registrado fotográficamente los platillos con el símbolo ummita en su panza. Estos habían sido vistos, según los lugareños, por muchas personas. Sin embargo los únicos testigos declarados fueron Josep Marcillas y Víctor Lora. Más adelante hubo también un supuesto aterrizaje en Sitges que habría dejado una serie de huellas en el lugar de aterrizaje. 
Tras estos avistamientos se comenzó a popularizar dicho símbolo convirtiéndose en signo de autenticidad para cualquier avistamiento de ovnis a lo largo de los años. A lo largo de los años 1970 Ummo y el caso Ummo fue reiteradamente anunciado como tema en programas de televisión, como Más allá dirigido por Fernando Jiménez del Oso, radiofónicos como Madrugada en la SER, de Antonio José Alés, o en revistas como Paraciencia, Más allá de medianoche, Karma 7, Stendek, Mundo desconocido u Horizonte.
A mediados de los años 1980 comenzaron a surgir grupos de corte sectario que empleaban esa historia de alienígenas para doblegar la voluntad de los adeptos y conseguir de ellos dinero o favores sexuales. El caso más conocido, por la alarma social que provocó y por su cobertura en medios como ABC, La Vanguardia o El País, fue el del grupo de montaña Edelweiss, secta creada por Eduardo González Arenas. Emparejado con una nieta del dictador dominicano Leónidas Trujillo, González Arenas captaba a menores procedentes de barrios acomodados de Madrid con el reclamo de que era "un príncipe extraterrestre". Catalogada como una secta destructiva el juicio por el caso Edelweiss supuso el mayor juicio celebrado en España por corrupción de menores.

### Años 1990
En el año 1996, producto de largas investigaciones por parte de una nueva generación de ufólogos españoles como Manuel Carballal que logró reproducir las fotos originales del avistamiento de 1967 con una maqueta y una caña de pesca, se logró encontrar la clave de todos estos avistamientos: José Luis Jordán Peña, quien llegara a ser vicepresidente de la Sociedad Española de Parapsicología, era el denominador común, directa o indirectamente, para todos estos acontecimientos. Según los documentos, fotografías y demás pruebas relacionados con la génesis de UMMO a los que habían tenido acceso, este hombre resultaba el único responsable del fraude, aunque contó con varios colaboradores esporádicos quienes también aportaron ayuda económica e infraestructura. Sin embargo nunca aportó datos demasiado concretos sobre ellas y, cuando lo hizo, fueron vagos y contradictorios. Por ello, debido a sus explicaciones erráticas, muchos aficionados a los ovnis se negaron a creer a Jordán Peña.

"He sido el autor de Ummo. Es un experimento que hice para estudiar la credulidad del hombre, pero se me fue de las manos. Fue un fallo mío. Estoy arrepentido. Mi intención fue hacer creer que existía un grupo de extraterrestres que habían llegado hasta Francia y desde allí se extendieron a España, Sudamérica, etcétera. Pero es preciso decir que no hacía alusión a ninguna secta. Los creyentes eran libres de creer o no. Lo que pasa es que, con el tiempo, algunas personas se han fanatizado con Ummo y lo han convertido en una secta. Una cosa que no era peligrosa la hicieron peligrosa".
José Luis Jordán Peña (diario El País, 29-08-2019) 

Tiempo después Jordán Peña confesó ante la Policía los detalles del fraude que llevó a cabo durante casi treinta años: Quería inspirar con este fonosimbolismo la falsedad de su contenido.

UMMO evoca a Humo. Elegí al azar la estrella Wolf 424 ya que mi objetivo real no era desarrollar un mundo extraplanetario creíble. [...] Redactaba los informes los sábados y domingos por la tarde, y aprovechaba mis viajes al extranjero para enviar desde allí las cartas. [...] Utilizamos la maqueta colgada de un hilo de nailon muy delgado. Usamos una velocidad muy rápida 1/1000 para que el platillo y el fondo de la foto saliesen igual de enfocados, y el platillo pareciese más grande. Llegué a entrevistar personas que decían haber visto el platillo, pero que no recibían mi remuneración. [...] Empecé a indignarme al ver que la secta  Edelweiss marcaba a fuego con mi símbolo a niños. Y luego recibí una invitación anónima desde Cuba, para asistir a no sé que reunión ummita en casa de Joaquín Farriols, así que decidí cortar el experimento que llevaba haciendo 25 años. [...] Estoy arrepentido de haber creado un experimento inmoral que se ha vuelto contra mí.
José Luis Jordán Peña